# メイン州議会
メイン州議会 (英語:The Maine Legislature) は、アメリカ合衆国メイン州の州議会である。下院と上院の二院から成る両院制である。議会は1832年以来、オーガスタのメイン州会議事堂で開かれている。
下院は151名の議員で構成され、各議員は1人区から選出される。下院は、アメリカ国内で唯一ネイティブ・アメリカンのための特別議席を設けている州議会であり、ペノブスコット族、パサマクォディ族、ホールトン・バンド・オブ・マリセッツの代表が投票権を持たない下院議員となっている。上院の定数は現在35名だが、メイン州憲法では31名、33名、35名の場合もある。

## 歴史
1922年、ドーラ・ピンカムは女性として初めて州議会議員に選出され、下院議員、上院議員を歴任した。
1823年、ペノブスコット族は州上院に最初の代表と思われる人物を送った。1842年にはパサマクオディ族も最初の代表を送った。メイン州の州制施行以前、マサチューセッツ州は部族が代表を送ることを許可していた。
1907年に記録が残るようになるまで、代表が議会でどのような役割を果たしたかはわかっておらず、代表がどこに座り、何を話し、どのような特権を与えられたかが記録されていない。
下院議員は議会でより高い地位を得ようと努力したが、1941年、下院の議場から下院議員を排除できる法律が可決され、州都にいることで与えられる説得力以外には、ほとんど権力を持たなくなった。
1975年になって初めて、下院議員は再び議場に入ることが許され、着席と発言の特権が与えられた。1996年には部族代表が法案の共同提出を試み、1999年には正式に法案の共同提出が認められるようになった。
2001年、この規則変更により、ドナ・ローリングは、州内のすべての公立・私立学校に対し、ネイティブ・アメリカンの歴史を含むメイン州の歴史について教えることを義務づける法案「メイン州の学校でメイン州のネイティブ・アメリカンの歴史と文化を教えることを義務づける法律」を推進することができた。
この法律は2001年にアンガス・キング知事によって署名された。
ホールトン・バンド・オブ・マリセッツは2012年に代表権を得た。これまでのところ、ミックマック・ネーションの代表権は認められていない。
2015年、パサマクオディ族とペノブスコット族は、ポール・リーページ知事を含む州政府と部族間の緊張が高まっていることに抗議し、代表を議会から引き上げた。
2018年の選挙時点で、パサマクオディ族のみが議会に復帰しているが、マリセッツ族は離脱し、ペノブスコット族はまだ復帰していない。

## 議員要件
州議会議員になるには、21歳以上であり、5年間米国市民であり、1年間メイン州の住民であり、選挙される直前の3カ月間、選挙される選挙区の住民であり、選挙される期間中も引き続きその選挙区の住民でなければならない。

## 選挙
州議会議員選挙は毎年偶数年の11月に行われる。両院の任期は2年である。1996年以来、上下両院の議員の任期は4期2年で、終身制ではなく連続制に制限されている。任期を満了した議員は2年後に立候補することが可能である。
1880年まで、州議会は1年任期で選出されていた。1881年にメイン州憲法が改正され、現在の任期である2年制となった。

## 会期
州議会は2回に分けて開かれる。第1会期は、総選挙後の12月の第1水曜日に始まり、翌年まで続く。第2会期は、次の総選挙と同じ年の翌年1月の第1火曜日に始まる。第2会期は通常短く、メイン州憲法に基づく限られた数の法案を扱う。予算案件、知事提出法案、第1会期から持ち越された法案、市民発議案、「緊急」とみなされる法案などである。憲法によると、緊急立法とは、公共の平和、健康、安全を守るために緊急に必要な立法とされているが、この規定はしばしば拡大解釈されている。
メイン州知事はまた、"臨時の場合 "に議会は臨時会期を召集することができる。また、知事と上院議長は、知事任命の確認のために上院を召集することができる。

## 権限
州政府の立法府である州議会は、州知事の拒否権を条件として法律を制定する権限を持つ。ただし、議会は各院の3分の2の賛成票によって拒否権を覆すことができる。州議会はまた、各院の3分の2以上の賛成で憲法改正案を提出する権限も持つ。この憲法改正案を可決するには、州民投票で有権者の過半数の賛成を得なければならない。
他の州とは異なり、州議会は司法長官、州財務長官、州務長官を選出する責任を負う。ほとんどの州では、この責任は州知事の任命か、一般市民による選挙に委ねられている。

## 委員会
多くの州議会の委員会とは異なり、メイン州議会のほとんどの常任委員会は、上下両院の委員による合同委員会である。2024年現在、以下の合同委員会が運営されている：
- 農業・自然保護・林業委員会（ACF）
- 歳入・財務委員会 (AFA)
- 刑事司法・公安委員会 (CJPS)
- 教育・文化問題委員会（EDU）
- エネルギー・公益事業・技術委員会（EUT）
- 環境・天然資源委員会 (ENR)
- 政府監視委員会（GOC）
- 保健・福祉サービス委員会（HHS）
- 保健・保険・金融サービス委員会（HCIFS）
- 内陸漁業・野生生物委員会（IFW）
- 革新・開発・経済振興・ビジネス委員会(IDEA)
- 住宅に関する合同特別委員会（HOU）
- 合同規則特別委員会（JTR）
- 司法委員会（JUD）
- 労働・住宅委員会（LBHS）
- 海洋資源委員会(MAR)
- 州・地方政府委員会(SLG)
- 税制委員会(TAX)
- 運輸委員会(TRA)
- 退役軍人及び法務委員会 (VLA)

上院と下院には、それぞれ数個の委員会があるだけである
- 第2読会法案委員会（上下両院）
- 交差法案委員会（上下両院）
- 倫理委員会（下院では「倫理」、上院では「行動及び倫理」）
- 規則委員会（下院では「議院規則及び議事」、上院では「上院規則」）
- 休暇委員会（下院）
- 選挙委員会（下院）
- 議員投票委員会（上院）

さらに、立法府の業務全般を管理する州議会は、上院議長、下院議長、上下両院の共和党・民主党の院内総務とその補佐で構成される。立法予算小委員会は立法評議会の小委員会で、立法予算案を審査し、その勧告を評議会に送り承認を得る。

### 立法
他の州議会（一院制のネブラスカ州議会を除く）とは異なり、メイン州議会は法案に統一番号制度を採用している。法案には、上下両院の紙番号（提出先によって異なる）と統一された「立法文書」（「LD」）番号が割り当てられ、両番号は会期末まで一定である。